# Battaglia di Biberach (1800)
La battaglia di Biberach fu uno scontro che vide coinvolti la divisione del generale francese Saint-Cyr e le truppe austriache del generale Kray. La battaglia, combattuta il 9 maggio 1800, si concluse con un successo francese.

## Contesto storico
La guerra tra la giovane repubblica francese e le altre potenze europee era iniziata nuovamente nel 1799. Con Bonaparte e la sua armata lontani, bloccati in Egitto, gli eserciti repubblicani faticarono a contenere la pressione degli eserciti della Coalizione, che avanzarono su ogni fronte, specialmente in Italia ed in Svizzera.
La situazione iniziò a mutare in seguito alla brillante vittoria di Massena a Zurigo, con la Svizzera liberata dalle forze austro-russe. Il ritorno di Bonaparte, avvenuto il 9 ottobre, portò ad un colpo di stato il 18 brumaio, con il quale il generale corso prese per sè il potere politico e iniziò a lavorare sistematicamente per porre fine alla guerra.

## Antefatti

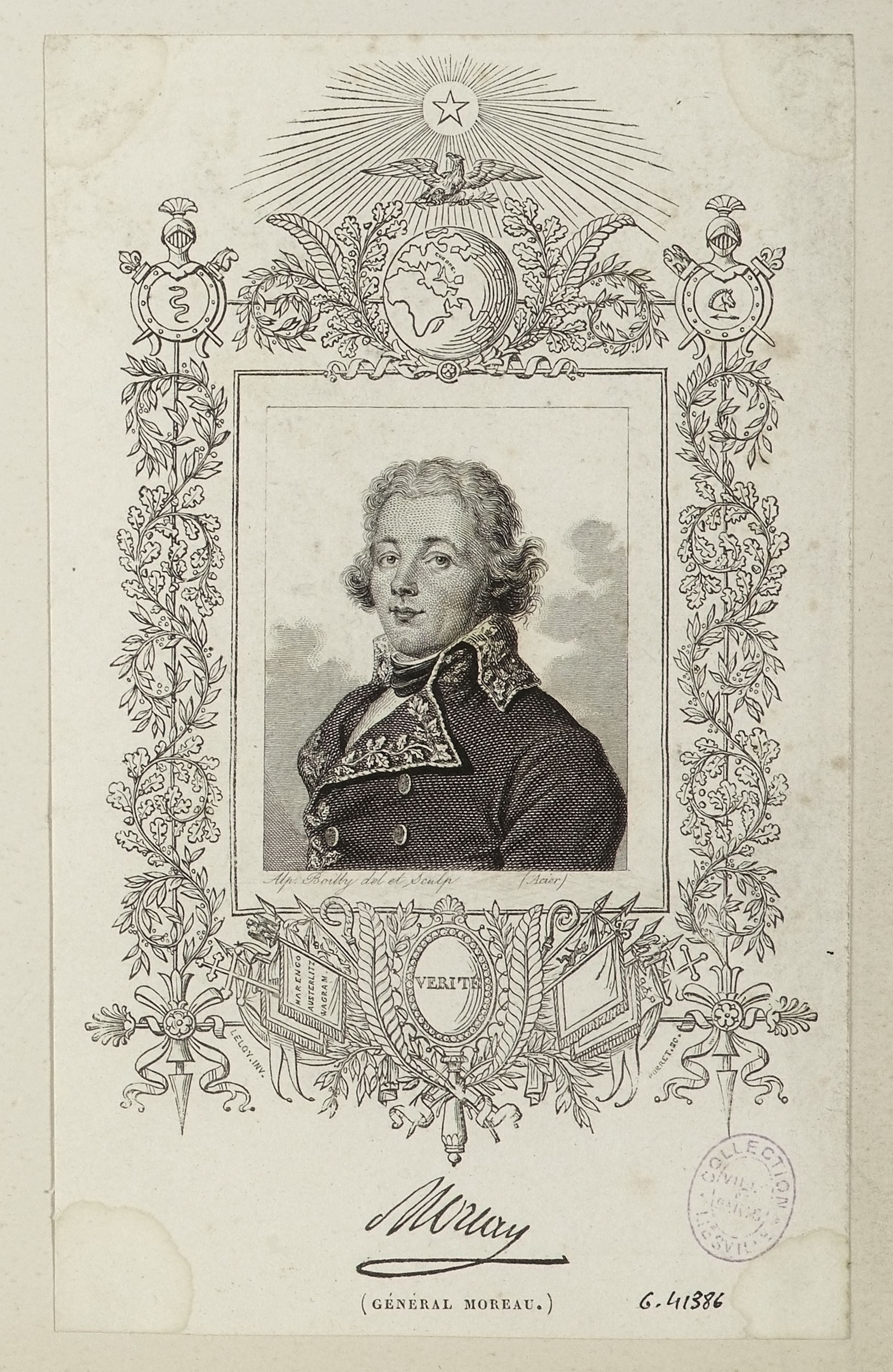
Il generale Moreau, comandante dell'Armata del Danubio

Bonaparte lavorò nei mesi invernali per progettare un piano d'azione con il quale rovesciare le sorti della guerra in favore della Francia e garantire alla sua nazione la pace e a se stesso la propria carica. Aveva segretamente formato una nuova armata a Digione ed aveva intenzione di utilizzarla per sconfiggere definitivamente gli austriaci: sebbene inizialmente progettasse di iniziare una campagna nella Germania meridionale per giungere alle porte di Vienna, il rifiuto di Jean Victor Moreau, comandante dell'Armata del Danubio, di cedere il comando a Bonaparte portò ad una nuova strategia, quella di invadere l'Italia passando per le Alpi.
L'idea di Bonaparte era sicuramente audace, ma necessitava della collaborazione di Moreau per poter essere attuata: il generale francese avrebbe dovuto avanzare con il suo esercito in Germania, sconfiggere l'esercito austriaco di Paul Kray e, una volta stabilizzata la situazione, inviare un folto gruppo di rinforzi a Napoleone tramite la Svizzera. Inizialmente Moreau fu molto esitante a collaborare con il Primo Console ma alla fine decise di fare la sua parte, sebbene fosse quasi completamente all'oscuro delle reali intenzioni del generale corso.
Negli ultimi giorni dell'aprile del 1800, l'esercito di Moreau, composto da circa 100000 uomini, iniziò la manovra di attraversamento del Reno, completandola nei primi giorni di maggio. Kray, adescato dai movimenti dell'ala sinistra di Moreau, non comprese le reali intenzioni del comandante francese sino a quando fu troppo tardi per fermarli. Vedendo le proprie linee di comunicazione messe in pericolo, Kray tentò di fermare i repubblicani prima a Stockach ed Engen il 3 maggio e due giorni dopo a Messkirch, venendo sconfitto entrambe le volte.

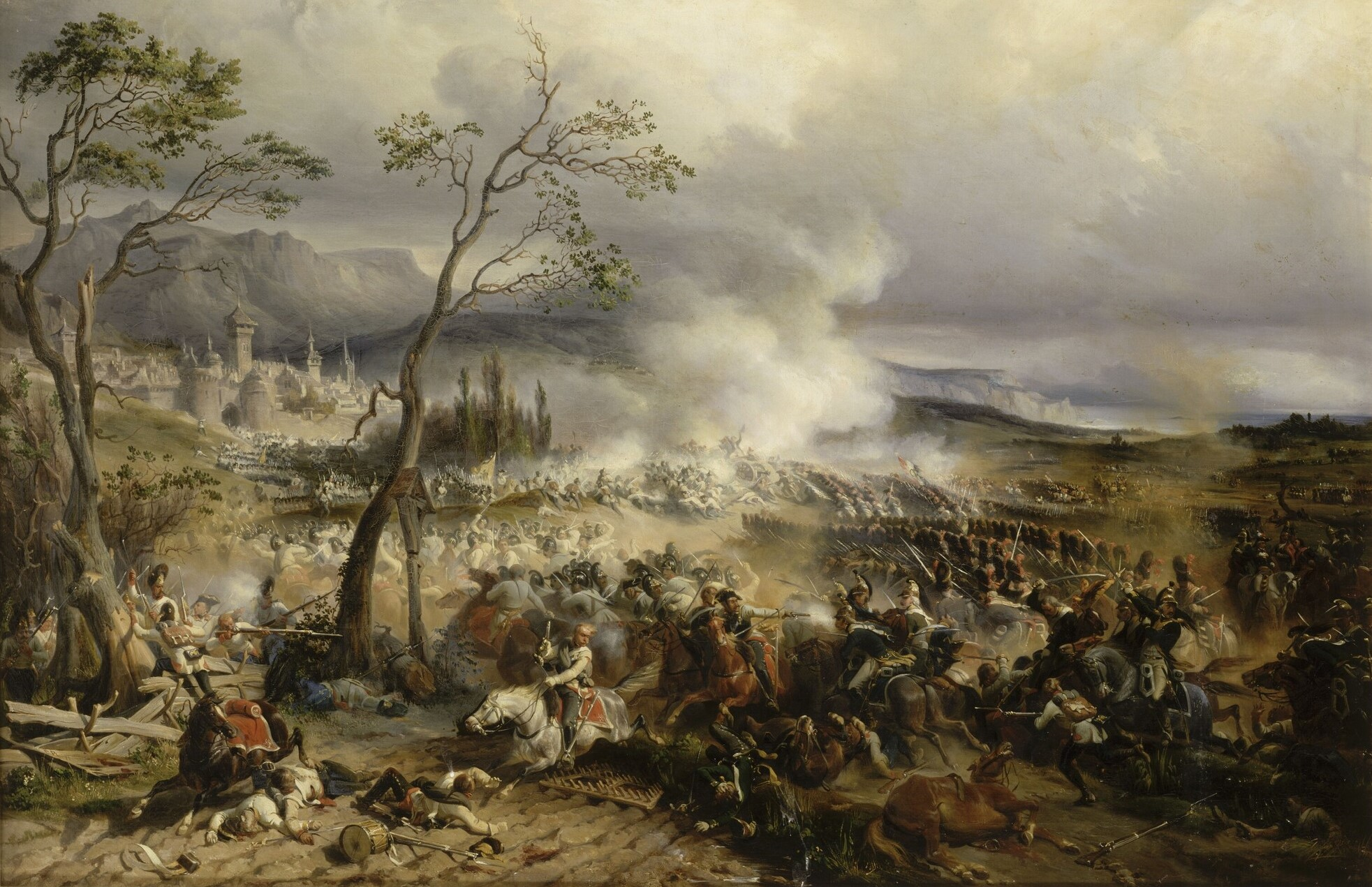
Battaglia di Stockach del 3 maggio 1800

Cercando di connettersi con i rinforzi inviati dalla Baviera, Kray passò il Danubio il 6 maggio e vi restò fino all'8 dello stesso mese, quando, dopo un tavolo di guerra, i suoi generali lo convinsero che era necessario difendere i depositi di armi e vettovaglie di Biberach e di Memmingen prima che i francesi potessero approfittarne per proseguire nella loro avanzata rapidamente. Quindi, presa una parte del proprio esercito, attraversò nuovamente il fiume, creando una testa di ponte a Biberach, in attesa che il resto delle sue forze lo raggiungesse. Nella notte tra il 7 e l'8 maggio,gli austriaci si stabilirono sulla linea del Riss, davanti e dietro Biberach. Quattro reggimenti di cavalleria, dieci battaglioni e quindici pezzi di cannone coprivano le alture che dominano la riva sinistra di questo piccolo fiume. L'avanguardia dell'arciduca Ferdinando si trovava non lontano da Mittelbiberach, in una posizione piuttosto isolata dal resto dell'esercito. Un'altra avanguardia, i cui avamposti occupavano Ingoldingen, osservava la strada rialzata da Biberach a Pfullendorf. Dietro il Riss la sinistra dell'esercito era a Ochsenhausen mentre la destra si trovava sull'altopiano di Mettemberg.
Nel frattempo, i francesi si erano ricongiunti e, dopo una breve pausa di due giorni, avevano iniziato a marciare in direzione est per non dare tregua al nemico. Moreau, che difficilmente avrebbe potuto prevedere che il nemico avrebbe abbandonato la linea del Danubio in favore del Riss, si era recato ad ispezionare il corpo di Saint-Suzanne, giunto l'8 maggio a Riedlingen, lasciando il comando del resto dell'esercito al generale Saint-Cyr, a capo del corpo di riserva.

## La battaglia
Saint-Cyr, partito da Buchau il 9 con due divisioni, si avvicinò all'avanguardia di Kray ed esaminò attentamente la posizione. Giudicandola piuttosto instabile, la attaccò violentemente: costrinse prima la postazione di Mittelbiberach a ripiegare sul corpo distaccato al di qua del Riss, e poi si avvicinò senza esitazione a questo corpo che in pochi istanti fu ribaltato. Con l'artiglieria e la cavalleria che ostruivano questo stretto passaggio tra il fiume e le alture, la colonna austriaca sarebbe stata completamente distrutta se Kray non avesse inviato rinforzi per raccoglierla e proteggerne la ritirata. Lasciare un distaccamento isolato come fatto a Mittelbiberach fu quindi un grave errore.

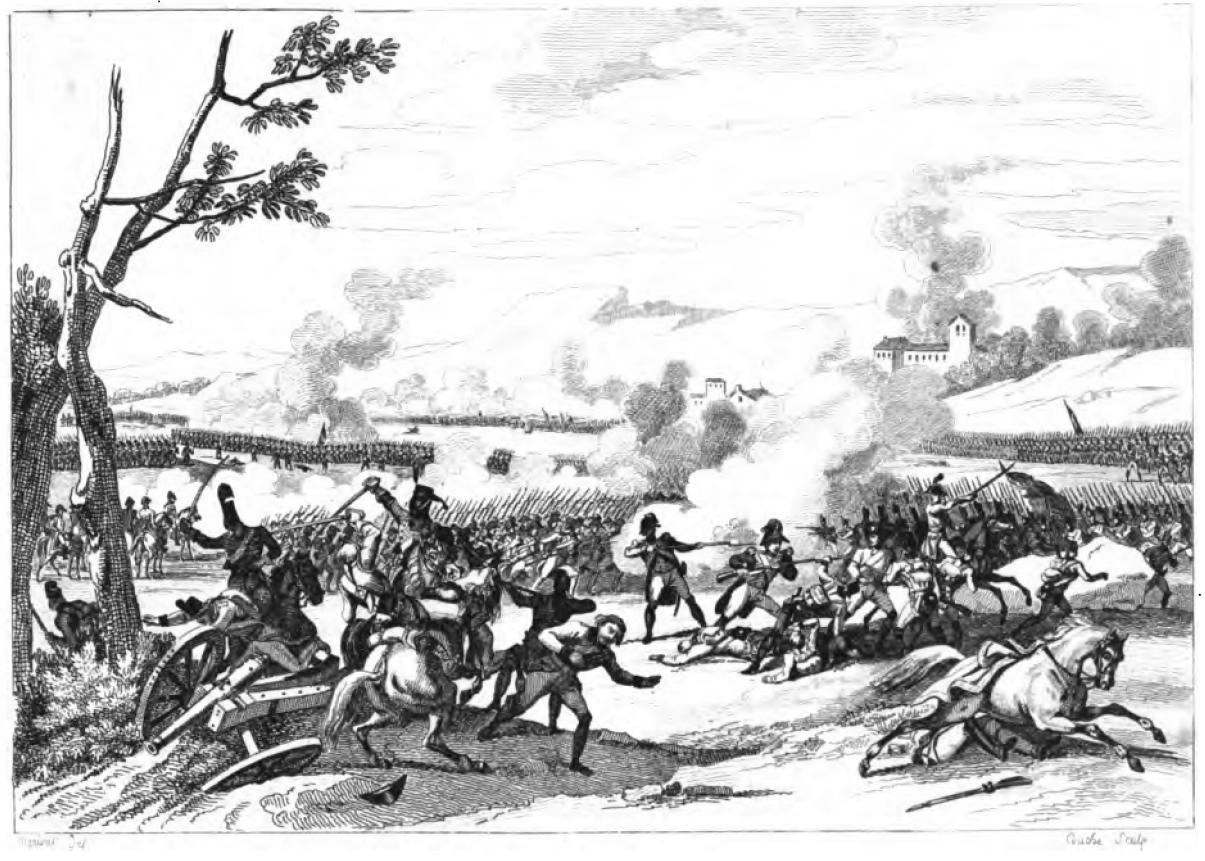
Battaglia di Biberach

Mentre il centro dell'esercito francese marciava su Biberach, la riserva avanzava lungo la strada di Pfullendorf. La divisione Richepanse, che formava la testa della colonna, sconfisse l'avanguardia posta a Ingoldingen, e si fece vedere in fondo alle alture, nel momento in cui Saint-Cyr entrò a Biberach con i fuggitivi. Saint-Cyr, d'accordo con Richepanse, decise di scalzare Kray dalla sponda opposta. Le sue truppe, attraversando la città, iniziarono a scalare le alture davanti agli occhi del nemico, sbalorditi dalla loro audacia. Si può dire che Saint-Cyr, non riuscendo a placare l'ardore dei suoi uomini, decise di sfruttarlo per avanzare ancora alle spese degli austriaci. Nel frattempo, la fanteria di Richepanse attraversò il Riss presso un guado sotto Biberach e scalò l'altopiano del Mettemberg sotto un fuoco impetuoso di artiglieria e moschettieri, mentre due reggimenti di cavalleria galoppavano per formarsi sul fianco del nemico. Durante l'attacco di Saint-Cyr al centro, Delmas, arrivando dalla strada di Pfullendorf, aveva attraversato anche il Riss e conteneva la sinistra austriaca vicino a Ummendorf.
Kray, sapendo che la testa della colonna di Lecourbe erano già stata avvistata, ordinò una ritirata via Ochsenhausen per raggiungere la linea dell'Iller.

## Conseguenze
La ritirata di Kray fu disordinata ed i suoi uomini lasciarono sul campo 4000 tra morti e prigionieri. I bavaresi, che formavano la retroguardia, furono pressati dalla riserva francese sulla strada di Ochsenhausen, subendo diverse perdite. Saint-Cyr si fermò a Biberach, estendendo la sua sinistra, mentre la cavalleria, guidata da Ney, controllava i movimenti dell'ala destra austriaca. Lecourbe, che il 9 maggio non riuscì ad intervenire, avanzò sino a Memmingen, altro deposito protetto dalle forze imperiali, con le quali si scontrò.
Moreau si ricongiunse a Saint-Cyr nei giorni seguenti, quando ricevette l'ordine di inviare a Napoleone i rinforzi promessi tempo prima. Il 10 maggio, Napoleone aveva fatto arrivare Carnot, il suo ministro della guerra, sul fronte tedesco per essere certo che la sua richiesta fosse esaudita.